# Нанаэ (станция)
Станция Нанаэ (яп. 七飯駅 нанаэ эки) — железнодорожная станция в японском посёлок Нанаэ, обслуживаемая компанией JR Hokkaido.

## История
Станция Нанаэ была открыта 10 декабря 1902 года. С приватизацией JNR она перешла под контроль JR Hokkaido.

## Линии
- JR Hokkaido
  - Главная линия Хакодате